# Hubert M. Meingast

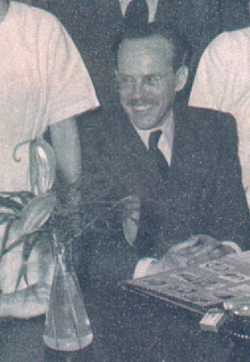
Hubert M. Meingast, 1952

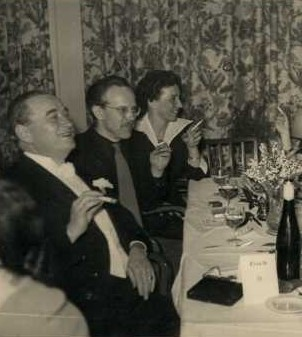
Carl F.W. Borgward (li.) und Hubert M. Meingast (mi.), 1950

Hubert Michael Meingast (* 28. Juni 1911 in Ebelsberg, Erzherzogtum Österreich ob der Enns; † 29. August 1961 in Toronto, Kanada) war ein österreichisch-deutscher Ingenieur und Wissenschaftler. Er arbeitete in den Jahren 1938–1952 für den deutschen Automobilhersteller Carl F. W. Borgward in Bremen.

## Lebenslauf
Während bzw. nach dem Zweiten Weltkrieg gründete Meingast in Zusammenarbeit mit Dr. Paul Riebensahm von der Technischen Universität Berlin zwei Forschungsinstitute im Bereich der Wärmebehandlung von Metallen, die Arbeitsgemeinschaft Wärmebehandlung und Werkstofftechnik in Bremen sowie das Institut für Härterei-Technik (IHT in Bremen, heute Leibniz-Institut für Werkstofforientierte Technologien IWT).
Meingast hielt an diesen Instituten Seminare und schrieb auch Forschungsarbeiten. Eine davon enthielt Ideen, die noch nach seinem Tode 1961 von führenden Ingenieuren positiv bewertet wurden. Seine Ideen und Vorschläge waren ihrer Zeit oft erheblich voraus, seine Arbeiten – besonders aus den Jahren 1942 bis 1950 – zum Teil bahnbrechend.
1952 emigrierte Meingast nach Kanada, um für die Cockshutt Farm Equipment Company in Brantford, Ontario zu arbeiten. 1957 war er Vizepräsident der Harold Jones Machine Company in Thornbury (Ontario). Während dieser Zeit war er auch als Fachberater für diverse südafrikanische Minengesellschaften tätig. Als er 1958 Mitinhaber von Harold Jones Machine Company wurde, änderte sich der Unternehmensname in JMG (Jones, Meingast, Gardner), woraus später Teledyne wurde. Teledyne stellte Anlagen für die Minenindustrie her. Sie ist heute noch unter BTI – Breaker Technology Inc. in Thornbury tätig.
Im Jahr 1959 gründete Meingast sein eigenes Unternehmen für Hydrauliktechnik, die H.M. Meingast & Sons Ltd. in Owen Sound, Ontario. Sie wurde 1965 von dem Unternehmen Parker-Hannifin gekauft, schloss jedoch 2006.
Hubert M. Meingast starb am 29. August 1961 an Lungenkrebs.